# Білоколодязька селищна рада
Бі́локоло́дязька се́лищна ра́да — адміністративно-територіальна одиниця та орган місцевого самоврядування в Вовчанському районі Харківської області. Адміністративний центр — селище міського типу Білий Колодязь.

## Загальні відомості
- Білоколодязька селищна рада утворена в 1920 році.
- Територія ради: 83,915 км²
- Населення ради: 4 762 особи (станом на 2001 рік)

## Населені пункти
Селищній раді підпорядковані населені пункти:
- смт Білий Колодязь
- с. Волохівське
- с. Земляний Яр

## Склад ради
Рада складається з 24 депутатів та голови.
- Голова ради: Сердечний Володимир Васильович
- Секретар ради: Каракуленко Тамара Миколаївна

### Керівний склад попередніх скликань
| Прізвище, ім'я, по батькові    | Основні відомості                                                                      | Дата обрання | Дата звільнення |
| ------------------------------ | -------------------------------------------------------------------------------------- | ------------ | --------------- |
| Сердечний Володимир Васильович | Селищний голова, 1952 року народження, освіта середня спеціальна, член Партії регіонів | 26.03.2006   | 31.10.2010      |
| Сердечний Володимир Васильович | Селищний голова, 1952 року народження, освіта середня спеціальна, член Партії регіонів | 31.10.2010   |                 |

Примітка: таблиця складена за даними сайту Верховної Ради України

### Депутати
За результатами місцевих виборів 2010 року депутатами ради стали:

#### За суб'єктами висування
| Суб'єкт висування                 | Кількість обраних депутатів | %    |
| --------------------------------- | --------------------------- | ---- |
| Партія регіонів                   | 22                          | 91,7 |
| Політична партія «Сильна Україна» | 2                           | 8,3  |

#### За округами
| № округу                          | Прізвище, ім'я, по батькові    | Дата визнання обраним | Освіта             | Партійна приналежність                  | Відомості про обраного депутата                                   |
| --------------------------------- | ------------------------------ | --------------------- | ------------------ | --------------------------------------- | ----------------------------------------------------------------- |
| Партія регіонів                   |                                |                       |                    |                                         |                                                                   |
| 1                                 | Гладун Володимир Анатолійович  | 02.11.2010            | середня            | член Партії регіонів                    | КП «Білоколодязька водопровідна дільниця», начальник              |
| 2                                 | Лозін Юрій Іванович            | 02.11.2010            | вища               | член Партії регіонів                    | приватний підприємець                                             |
| 3                                 | Білінська Ганна Борисівна      | 31.10.2010            | вища               | член Партії регіонів                    | Білоколодязька загальноосвітня школа, вчитель                     |
| 4                                 | Лучко Ольга Євгенівна          | 31.10.2010            | середня спеціальна | член Партії регіонів                    | ТОВА СП «Білий Колодязь», бухгалтер                               |
| 5                                 | Овчаренко Любов Анатоліївна    | 31.10.2010            | середня спеціальна | член Партії регіонів                    | Білоколодязька селишна рада, спеціаліст                           |
| 6                                 | Сокирка Юрій Олексійович       | 02.11.2010            | вища               | член Партії регіонів                    | ТОВ СП «Білий Колодязь», інженер ТЕЦ                              |
| 7                                 | Каракуленко Тамара Миколаївна  | 02.11.2010            | середня спеціальна | член Партії регіонів                    | Білоколодязька селищна рада, секретар                             |
| 8                                 | Паніна Людмила Миколаївна      | 02.11.2010            | вища               | член Партії регіонів                    | ТОВ СП «Білий Колодязь», головний бухгалтер                       |
| 9                                 | Гаврюшенко Анатолій Вікторович | 02.11.2010            | вища               | член Партії регіонів                    | ДП ДАК «Хліб України» Білоколодязький елеватор, начальник охорони |
| 10                                | Купрієнко Віктор Анатолійович  | 02.11.2010            | середня            | член Партії регіонів                    | пенсіонер                                                         |
| 11                                | Гольцев Сергій Леонідович      | 02.11.2010            | вища               | член Партії регіонів                    | ТОВ СП «Білий Колодязь», інженер ТЕЦ                              |
| 12                                | Нейваненко Світлана Миколаївна | 02.11.2010            | вища               | член Партії регіонів                    | Білоколодязьна загальноосвітня школа, вчитель                     |
| 13                                | Бережна Лілія Анатоліївна      | 02.11.2010            | вища               | член Партії регіонів                    | Білоколодязька селищна рада, бухгалтер                            |
| 14                                | Капустян Олександр Вікторович  | 02.11.2010            | вища               | член Партії регіонів                    | ТОВ СП «Білий Колодязь», заступник головного енергетика           |
| 15                                | Юрченко Олена Петрівна         | 02.11.2010            | середня спеціальна | член Партії регіонів                    | Білоколодязька селищна рада, спеціаліст                           |
| 16                                | Корнієнко Людмила Павлівна     | 02.11.2010            | середня спеціальна | член Партії регіонів                    | Південна залізниця, начальник станції Білий Колодязь              |
| 18                                | Овчаренко Ольга Вікторівна     | 02.11.2010            | середня            | член Партії регіонів                    | Білоколодязька селищна рада, спеціаліст                           |
| 19                                | Токаренко Сергій Вікторович    | 02.11.2010            | середня спеціальна | член Партії регіонів                    | ТОВ СП «Білий Колодязь», майстер                                  |
| 21                                | Ткачов Євген Олександрович     | 02.11.2010            | вища               | член Партії регіонів                    | ТОВ СП «Білий Колодязь», помічник начальника зміни                |
| 22                                | Савело Тетяна Дмитрівна        | 02.11.2010            | середня спеціальна | член Партії регіонів                    | пенсіонер                                                         |
| 23                                | Горозій Юрій Олексійович       | 02.11.2010            | вища               | член Партії регіонів                    | приватний підприємець                                             |
| 24                                | Мантулін Юрій Анатолійович     | 02.11.2010            | вища               | член Партії регіонів                    | ТОВ СП «Білий Колодязь», головний енергетик                       |
| Політична партія «Сильна Україна» |                                |                       |                    |                                         |                                                                   |
| 17                                | Бакуліна Тетяна Володимирівна  | 02.11.2010            | середня спеціальна | член Політичної партії «Сильна Україна» | Білоколодязька лікарська амбулаторія, медична сестра              |
| 20                                | Кудашова Наталя Миколаївна     | 02.11.2010            | середня спеціальна | член Партії регіонів                    | Білоколодязька лікарська амбулаторія, медична сестра              |